# Hatakeyama Shigetada
Hatakeyama Shigetada est un nom japonais traditionnel ; le nom de famille (ou le nom d'école), Hatakeyama, précède donc le prénom (ou le nom d'artiste).
Hatakeyama Shigetada (畠山重忠, 1164-1205) est un samouraï japonais qui a combattu lors de la guerre de Genpei. Il est aussi parfois appelé Chichibu Shigetada, en particulier dans la production artistique issue de l'époque Edo. À l'origine du côté du clan Taira, il change de camp durant la bataille de Dan-no-ura et finit l'affrontement du côté des vainqueurs.

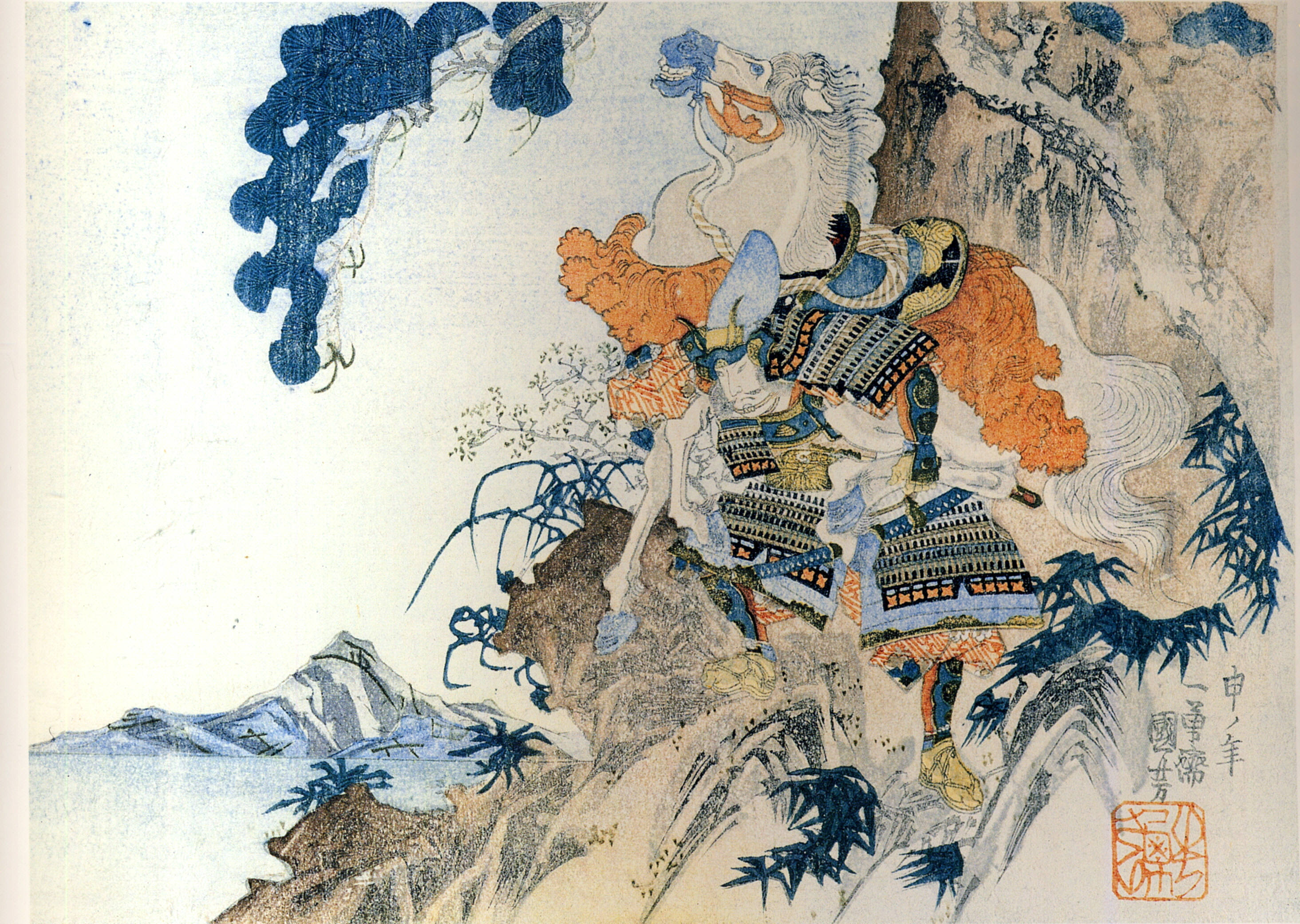
Hatakeyama Shigetada.

Après la guerre, il se révolte lorsque son fils Hatakeyama Shigeyasu est tué par Hōjō Tokimasa. Il est alors tué lui aussi, ainsi que toute sa famille. Sa tentative courageuse pour défendre son honneur, ainsi que pour diverses prouesses de force et d'habileté pendant la guerre lui valent d'être cité dans le Heike monogatari ainsi que dans d'autres chroniques de la même période, dans lesquelles il est reconnu pour son courage et son habileté au combat.
Dans une anecdote du Heike monogatari, il est dit qu'il rivalise avec plusieurs autres guerriers pour être le premier à franchir la rivière Uji montés sur leurs chevaux. Lorsque sa monture est tuée d'une flèche dans la tête, il l'abandonne et utilise son arc pour nager. Au moment où il est sur le point d'atteindre la rive, son filleul Okushi no Shigechika lui demande de l'aide : il le saisit alors et le projette sur la rive. Shigechika se relève et se proclame vainqueur.
En 1184, après la bataille d'Awazu, Shigetada échoue à capturer Tomoe Gozen.

## Source de la traduction
- (en) Cet article est partiellement ou en totalité issu de l’article de Wikipédia en anglais intitulé « Hatakeyama Shigetada » (voir la liste des auteurs).